# Аскарело (Сијена)
Аскарело је насеље у Италији у округу Сијена, региону Тоскана.
Према процени из 2011. у насељу је живело 93 становника. Насеље се налази на надморској висини од 271 м.